# Creis
Creis (en francès Crest) és un municipi francès del departament de la Droma, a la regió d'Alvèrnia-Roine-Alps.